# جيورجيوس سفريس

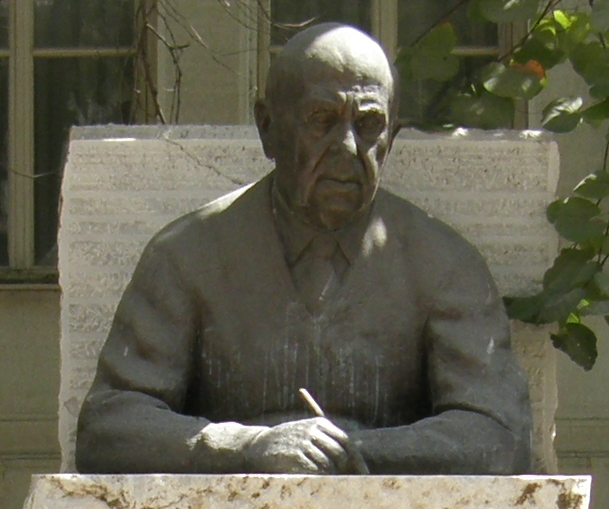
جيورجيوس سفريس

جيورجيوس سفريس (باليونانية: Γιώργος Σεφέρης) هو الاسم المستعار للكاتب اليوناني جيورجوس سفريادس. ولد جيورجيوس سفريس في (13 مارس 1900) في إزمير وتوفي في (20 سبتمبر 1971) في أثينا. كان والده جامعيا ويعتبر كأحسن من ترجم أعمال لورد بايرون. درس جيورجيوس سفريس الحقوق والأدب في باريس. تحصل على جائزة نوبل في الأدب لسنة 1963.

## روابط خارجية
- جيورجيوس سفريس على موقع IMDb (الإنجليزية)
- جيورجيوس سفريس على موقع الموسوعة البريطانية (الإنجليزية)
- جيورجيوس سفريس على موقع مونزينجر (الألمانية)
- جيورجيوس سفريس على موقع ميوزك برينز (الإنجليزية)
- جيورجيوس سفريس على موقع إن إن دي بي (الإنجليزية)
- جيورجيوس سفريس على موقع ديسكوغز (الإنجليزية)
- جيورجيوس سفريس على موقع قاعدة بيانات الفيلم (الإنجليزية)